# Tlontoraja
Tlontoraja is een bestuurslaag in het regentschap Pamekasan van de provincie Oost-Java, Indonesië. Tlontoraja telt 12.452 inwoners (volkstelling 2010).